# Charles Demuth
Charles Demuth (Lancaster (Pensilvania), 8 de noviembre de 1883-Lancaster (Pensilvania), 23 de octubre de 1935) fue un pintor estadounidense. Aunque inicialmente se dedicó a las acuarelas, posteriormente se inclinó por los óleos. Formó parte del movimiento precisionista.
Demuth residió en Lancaster durante la mayor parte de su vida. La casa que compartía con su madre es un museo de su obra actualmente. Demuth se graduó de la Franklin & Marshall Academy antes de estudiar en la Drexel University y en la Pennsylvania Academy of the Fine Arts (PAFA). Mientras estudiaba en la PAFA, conoció a William Carlos Williams, con quien mantuvo una amistad por el resto de su vida.
Demuth también estudió en la Académie Colarossi y la Académie Julian en París, en donde formó parte de la escena vanguardista.

## Biografía
Mientras estaba en París, hola
Demuth conoció al pintor Marsden Hartley quien lo invitó a formar parte de un grupo de amigos artistas estadounidenses. A través de Hartley, Demuth conoció a Alfred Stieglitz. En 1926, Demuth tuvo una exposición individual en las Anderson Galleries en Nueva York, administradas por Stieglitz.
Su pintura más famosa, I Saw the Figure Five in Gold, fue inspirada por el poema de William Carlos Williams The Great Figure. Esta fue la primera de nueve pinturas que Demuth creó en honor a sus amigos artistas. Las otras ocho pinturas fueron inspiradas por Georgia O'Keeffe, Arthur Garfield Dove, Charles Duncan, Marsden Hartley, John Marin, Gertrude Stein, Eugene O'Neill y Wallace Stevens.
En 1927, Demuth inició una serie de siete pinturas que mostraban fábricas de Lancaster. En 1933 terminó la última pintura de la serie, After All. Demuth murió dos años más tarde en Lancaster. Seis de estas pinturas formaron parte de la exhibición Chimneys and Towers: Charles Demuth’s Late Paintings of Lancaster en una retrospectiva del trabajo de Demuth en el Amon Carter Museum en 2007.
Demuth sufrió una lesión en la cadera cuanto tenía cuatro años que lo dejó cojo y lo obligó a usar un bastón por el resto de su vida. Posteriormente, desarrolló diabetes y fue uno de los primeros pacientes en los Estados Unidos en recibir insulina. Demuth murió en Lancaster a los 51 años debido a complicaciones de la diabetes.
Demuth era homosexual y la temática homoerótica se refleja en varias de sus obras, en especial las que describen escenas en baños públicos y otras en las que aparecen marineros en actitudes eróticas.

## Galería

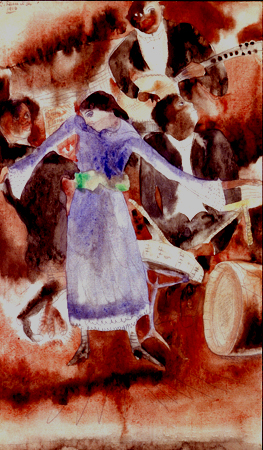
Cantante de jazz (1916).
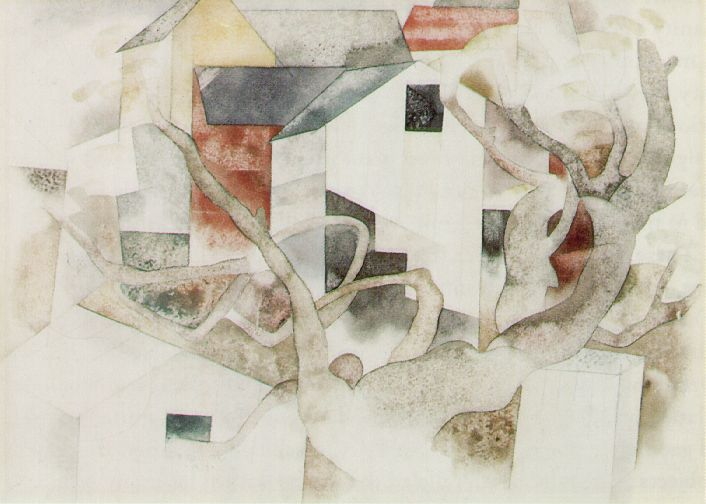
Árboles y graneros en Bermudas (1917).
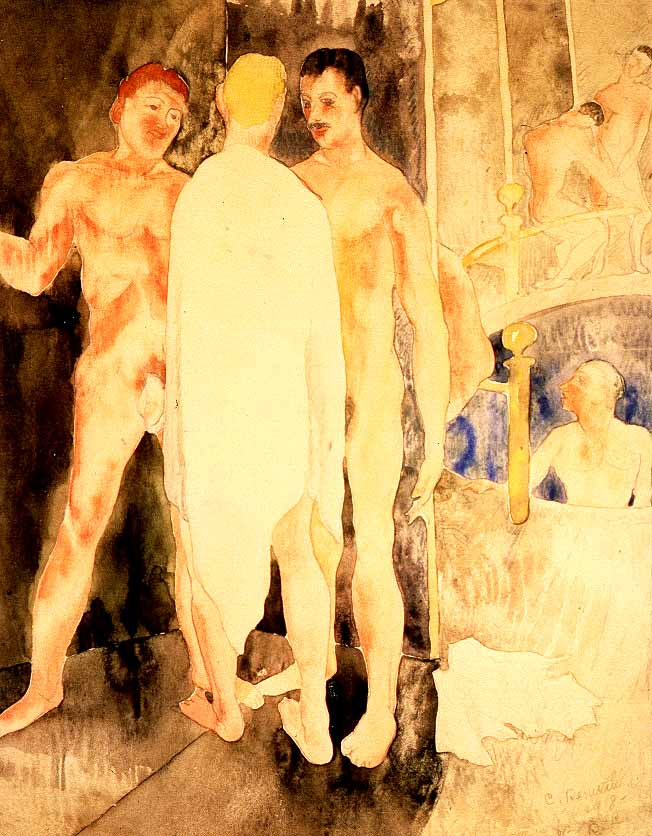
Baño turco con autorretrato (1918).
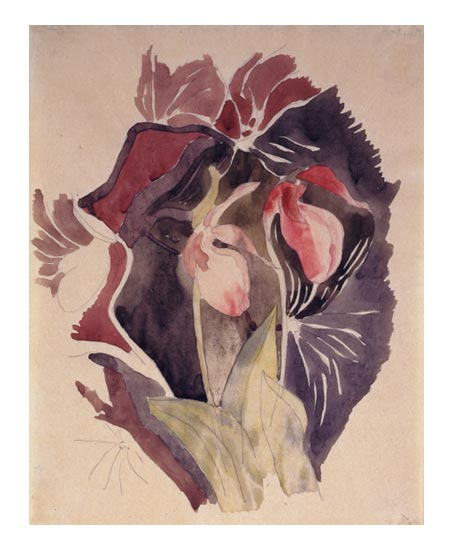
Orquídeas salvajes (1920).
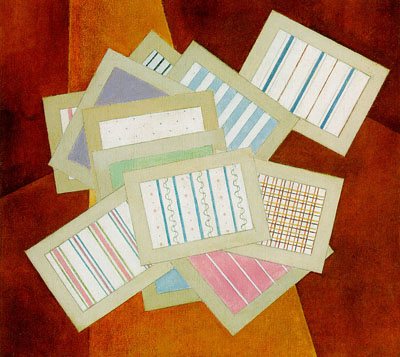
Primavera (1921).
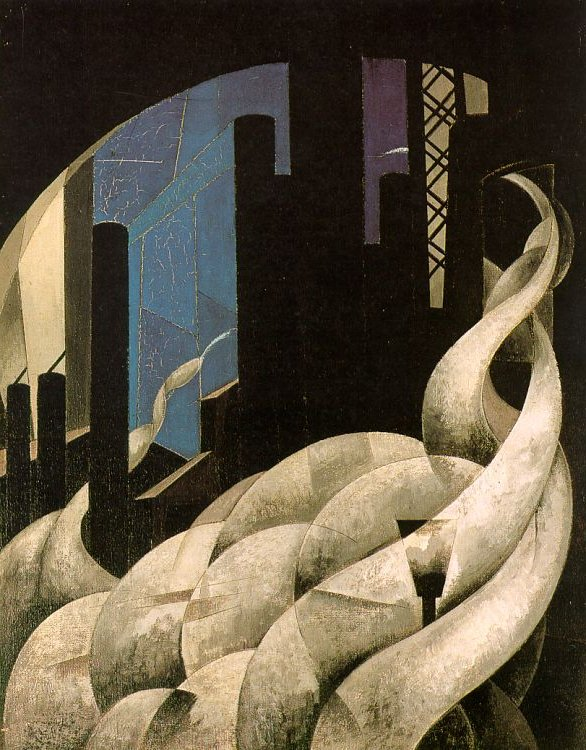
Incienso de una nueva Iglesia (1921).
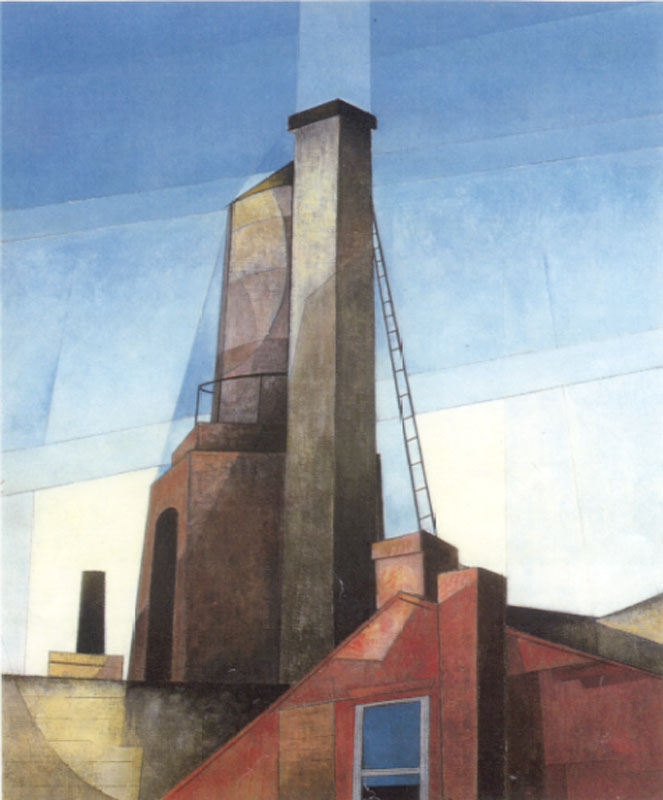
Aucassin y Nicolette (1921).